# Seznam chráněných území v okrese Tvrdošín
Toto je seznam chráněných území v okrese Tvrdošín aktuální k roku 2017, ve kterém jsou uvedena chráněná území v oblasti okresu Tvrdošín.
| Kód  | Obrázek              | Typ | Název              | Rozloha (ha) | Galerie Commons                                                                 | Popis území | Souřadnice                       |
| ---- | -------------------- | --- | ------------------ | ------------ | ------------------------------------------------------------------------------- | ----------- | -------------------------------- |
| 212  |                      | NPR | Bielska skala      | 15,0500      |                                                                                 |             | 49°17′42″ s. š., 19°29′30″ v. d. |
| 1055 |                      | CHA | Bratkovčík         | 20,3940      |                                                                                 |             |                                  |
| 224  | Brestovská jeskyně   | NPP | Brestovská jeskyně | x            | Kategorie „Brestovská jaskyňa (national natural monument)“ na Wikimedia Commons |             | 49°15′29″ s. š., 19°39′40″ v. d. |
| 294  | Juráňova dolina      | NPR | Juráňova dolina    | 434,3200     | Kategorie „Juráňova dolina“ na Wikimedia Commons                                |             | 49°16′20″ s. š., 19°46′10″ v. d. |
| 317  |                      | NPR | Kotlový žľab       | 70,7700      |                                                                                 |             |                                  |
| 339  | Mačie diery          | PR  | Mačie diery        | 45,6300      | Kategorie „Mačie diery (nature reserve)“ na Wikimedia Commons                   |             | 49°15′37″ s. š., 19°40′33″ v. d. |
| 353  |                      | PR  | Medzi bormi        | 6,5500       |                                                                                 |             |                                  |
| 369  | Osobitá              | NPR | Osobitá            | 457,9800     | Kategorie „Osobitá“ na Wikimedia Commons                                        |             | 49°15′40″ s. š., 19°43′17″ v. d. |
| 1034 | Rieka Orava          | CHA | Rieka Orava        | 441,7463     | Kategorie „Orava River“ na Wikimedia Commons                                    |             | 49°10′53″ s. š., 19°9′49″ v. d.  |
| 402  | Velké Roháčské pleso | NPR | Roháčská plesa     | 451,6600     | Kategorie „Roháčske plesá“ na Wikimedia Commons                                 |             |                                  |
| 415  | Sivý vrch ze severu  | NPR | Sivý vrch          | 112,6700     | Kategorie „Sivý vrch“ na Wikimedia Commons                                      |             | 49°12′40″ s. š., 19°38′31″ v. d. |
| 462  |                      | PR  | Úplazíky           | 31,1900      |                                                                                 |             |                                  |

## Zrušená chráněná území
| Kód  | Obrázek | Typ | Název               | Rozloha (ha) | Galerie Commons | Popis území                                                                                           | Souřadnice |
| ---- | ------- | --- | ------------------- | ------------ | --------------- | --- | ---------- |
| 1090 |         | CHA | Oravská vodní nádrž | 1 584,99     |                 | Chráněný areál zanikl 1. března 2004 začleněním do systému zón chráněné krajinné oblasti Horní Orava. |            |
| 424  |         | NPR | Sosnina             | 160,75       |                 | Rezervace zanikla 1. března 2004 začleněním do systému zón chráněné krajinné oblasti Horní Orava.     |            |
| 289  |         | NPR | Jelešňa             | 20,33        |                 | Rezervace zanikla 1. listopadu 2003 začleněním do systému zón chráněné krajinné oblasti Horní Orava.  |            |
| 409  |         | PR  | Rudné               | 1,95         |                 | Rezervace zanikla 1. listopadu 2003 začleněním do systému zón chráněné krajinné oblasti Horní Orava.  |            |

Data v tabulce byla převzata z databáze ŠOPSR.